# Lijst van spelers van Achilles '29 (mannen)
Dit is een lijst van voetballers die minimaal één officiële wedstrijd hebben gespeeld in het eerste elftal van de Nederlandse voormalig profclub Achilles '29 in de periode in het profvoetbal van 2013 tot en met 2017.

## A
- Nassim Amaarouk

## B
- Boy van de Beek
- Simon van Beers
- Barry Beijer
- Remon van Bochoven
- Mischa Boelens
- Wim Bokila
- Sebastiaan Bökkerink
- Brian Boogers
- Ruben de Bruin

## D
- Robin Deckers
- Joey Dekkers
- Mehmet Dingil
- David Driessen

## C
- Brian Campman
- Dani Centen

## E
- Steven Edwards
- Jesse Edge
- Kenny Elders

## G
- Coen Gortemaker
- Antoine Gounet
- Nicky van de Groes

## H
- Christian de Haan
- Rick Hemmink
- Thijs Hendriks
- Nick Hengelman
- Frank Hol

## K
- Lion Kaak
- Jordi van Kerkhof
- Tim Konings
- Doriano Kortstam

## L
- Robbert te Loeke

## M
- Stefan Maletić

## N
- Manuel Naß

## O
- Imrane Oulad Omar

## P
- Daan Paau
- Hielke Penterman
- Omid Popalzay

## Q
- Fernando Quesada

## R
- Levi Raja Boean
- Daniel Ramezani
- Mart Raterink
- Eef van Riel
- Laurens Rijnbeek
- Mark Roebbers

## S
- Tim Sanders
- Sam van der Schot
- Rik Schouw
- Juanito Sequeira
- Esmat Shanwary
- Emir Smajic
- Twan Smits
- Antonio Stankov
- Jop van Steen
- Daniël van Straaten
- Kürşad Sürmeli

## T
- Freek Thoone
- Kay Thomassen
- Tobias Thurau

## V
- Tim Verhoeven
- Niek Versteegen
- Richard Verwoert
- Tim Visser
- Justin de Vos

## W
- Frank Wiafe Danquah
- Leon ter Wielen
- Sem Witteveen
- Rutger Worm

## Z
- Migiel Zeller
- Sergio Zijler